# Artur Kuciapski
Artur Kuciapski (26 dicembre 1993) è un mezzofondista polacco.

## Palmarès
| Anno | Manifestazione    | Sede       | Evento      | Risultato | Prestazione | Note                          |
| ---- | ----------------- | ---------- | ----------- | --------- | ----------- | ----------------------------- |
| 2012 | Mondiali juniores | Barcellona | 800 m piani | Batteria  | 1'53"95     |                               |
| 2013 | Europei under 23  | Tampere    | 800 m piani | Batteria  | 1'53"50     |                               |
| 2014 | Europei           | Zurigo     | 800 m piani | Argento   | 1'44"89     | Miglior prestazione personale |
| 2015 | Europei under 23  | Tallinn    | 800 m piani | Oro       | 1'48"11     |                               |
| 2015 | Mondiali          | Pechino    | 800 m piani | Batteria  | 1'49"22     |                               |
| 2017 | World Relays      | Nassau     | 4×800 m     | Bronzo    | 7'18"74     |                               |
| 2017 | Universiade       | Taipei     | 800 m piani | 5º        | 1'47"69     |                               |